# Empis amytis
Empis amytis är en tvåvingeart som beskrevs av Walker 1849. Empis amytis ingår i släktet Empis och familjen dansflugor.
Artens utbredningsområde är New York. Inga underarter finns listade i Catalogue of Life.